# Rivulus hildebrandi
Rivulus hildebrandi är en fiskart som beskrevs av Myers 1927. Rivulus hildebrandi ingår i släktet Rivulus och familjen Rivulidae. Inga underarter finns listade i Catalogue of Life.